# Wybory prezydenckie w Stanach Zjednoczonych w 1792 roku
Wybory prezydenckie w Stanach Zjednoczonych w 1792 roku – drugie wybory prezydenckie w historii Stanów Zjednoczonych, w wyniku których prezydent George Washington i wiceprezydent John Adams uzyskali reelekcję.
Były to pierwsze wybory prezydenckie w Stanach Zjednoczonych, w których urzędujący prezydent ubiegał się o reelekcję i pierwsze, w których udział brały stany Nowy Jork, Karolina Północna, Rhode Island, Vermont i Kentucky. Były to również jedyne wybory prezydenckie w Stanach Zjednoczonych, które nie odbyły się cztery lata po poprzednich.

## Tło historyczne
Urzędujący prezydent Stanów Zjednoczonych George Washington był przez całą swoją pierwszą kadencję darzony szacunkiem przez ówczesnych polityków i traktowany jak bohater narodowy. Mimo to zaczęły się krystalizować antagonizmy pomiędzy członkami gabinetu: sekretarzem skarbu Alexandrem Hamiltonem i sekretarzem stanu Thomasem Jeffersonem. Jednym z głównych tematów spornych było utworzenie Pierwszego Banku Stanów Zjednoczonych. Konflikt pomiędzy tymi politykami stał się podstawą do utworzenia w przyszłości partii politycznych. Zwolennicy Hamiltona byli zwani federalistami, natomiast zwolennicy Jeffersona – republikanami.
Członek Izby Reprezentantów James Madison zorganizował antyrządowy front w parlamencie i wkrótce wspólnie z Jeffersonem założył Partię Demokratyczno-Republikańską. Zwolennicy polityki Washingtona założyli tymczasem Partię Federalistyczną. W 1792 partie nie posiadały jeszcze ogólnokrajowych struktur, jednak w czasie wyborów republikanie byli już na tyle dobrze zorganizowani, że mogli nominować wspólnego kandydata na wiceprezydenta.

## Ordynacja wyborcza
Wybory prezydenckie w 1792 roku rządziły się tymi samymi zasadami, co wybory w 1789. Zgodnie z ordynacją wyborczą ustaloną 13 września 1788 przez Kongres Konfederacyjny każdy uprawniony stan nominował elektorów zgodnie z własną ordynacją wyborczą, a następnie każdy elektor w czasie posiedzenia Kolegium Elektorów oddawał dwa głosy – na prezydenta i wiceprezydenta, jednak bez rozróżnienia. Osoba, która otrzymałaby w sumie najwięcej głosów, miała zostać prezydentem, a druga w kolejności wiceprezydentem. Elektorom nie wolno było oddawać głosów na dwóch kandydatów pochodzących z tego samego stanu, z którego pochodzi głosujący na nich elektor. Większość stanów, która przeprowadziła wybory powszechne stosowała ordynację opartą na tej pochodzącej z okresu kolonialnego, która uprawniała do głosowania tylko wolnych białych mężczyzn wyznania protestanckiego, którzy płacili podatki, posiadali ziemię i ukończyli 21 lat.
W marcu 1792 uchwalono prawo, zgodnie z którym posiedzenie Kolegium Elektorów miało odbyć się w pierwszą środę grudnia.

## Kandydaci
Podobnie jak w poprzednich wyborach prezydenckich, George Washington uchodził za pewnego zwycięzcę wyborów. Rozważał przejście na emeryturę po pierwszej kadencji, ale zarówno przywódcy Partii Federalistycznej, jak i Demokratyczno-Republikańskiej nakłaniali go, by ubiegał się o reelekcję. Uważali jego prezydenturę za gwarant stabilizacji pomimo podziałów na scenie politycznej.
Urzędujący wiceprezydent John Adams ubiegał się o reelekcję wspierany przez Partię Federalistyczną.
Partia Demokratyczno-Republikańska, choć popierała prezydenta Washingtona, była opozycyjna wobec Johna Adamsa, który w Senacie wspierał w czasie głosowań Partię Federalistyczną i sekretarza skarbu Alexandra Hamiltona. O urząd wiceprezydenta z ramienia Partii Demokratyczno-Republikańskiej chcieli ubiegać się senator z Nowego Jorku Aaron Burr i gubernator Nowego Jorku George Clinton. O braku nominacji dla partyjnego lidera, Thomasa Jeffersona, przesądziło to, że pochodził z Wirginii – tego samego stanu, z którego pochodził Washington. W związku z tym, zgodnie z ordynacją wyborczą, elektorzy z Wirginii nie mogli głosować jednocześnie na Washingtona i Jeffersona. Dzięki sojuszowi z maja 1791 roku między Jeffersonem i Jamesem Madisonem z Wirginii, a George’em Clintonem i Aaronem Burrem z Nowego Jorku, republikanie byli w stanie forsować kandydaturę Clintona na wiceprezydenta.

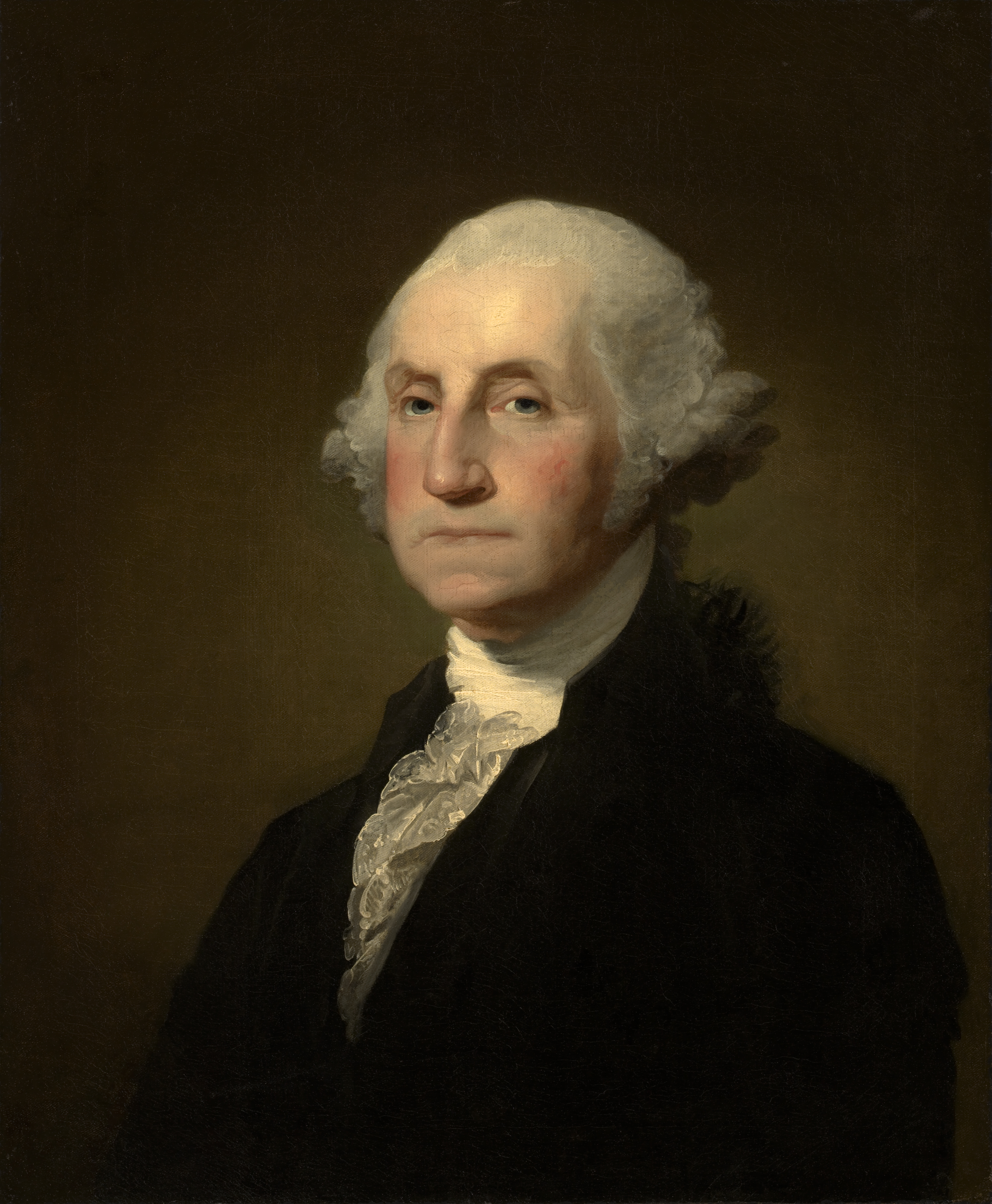
George Washington
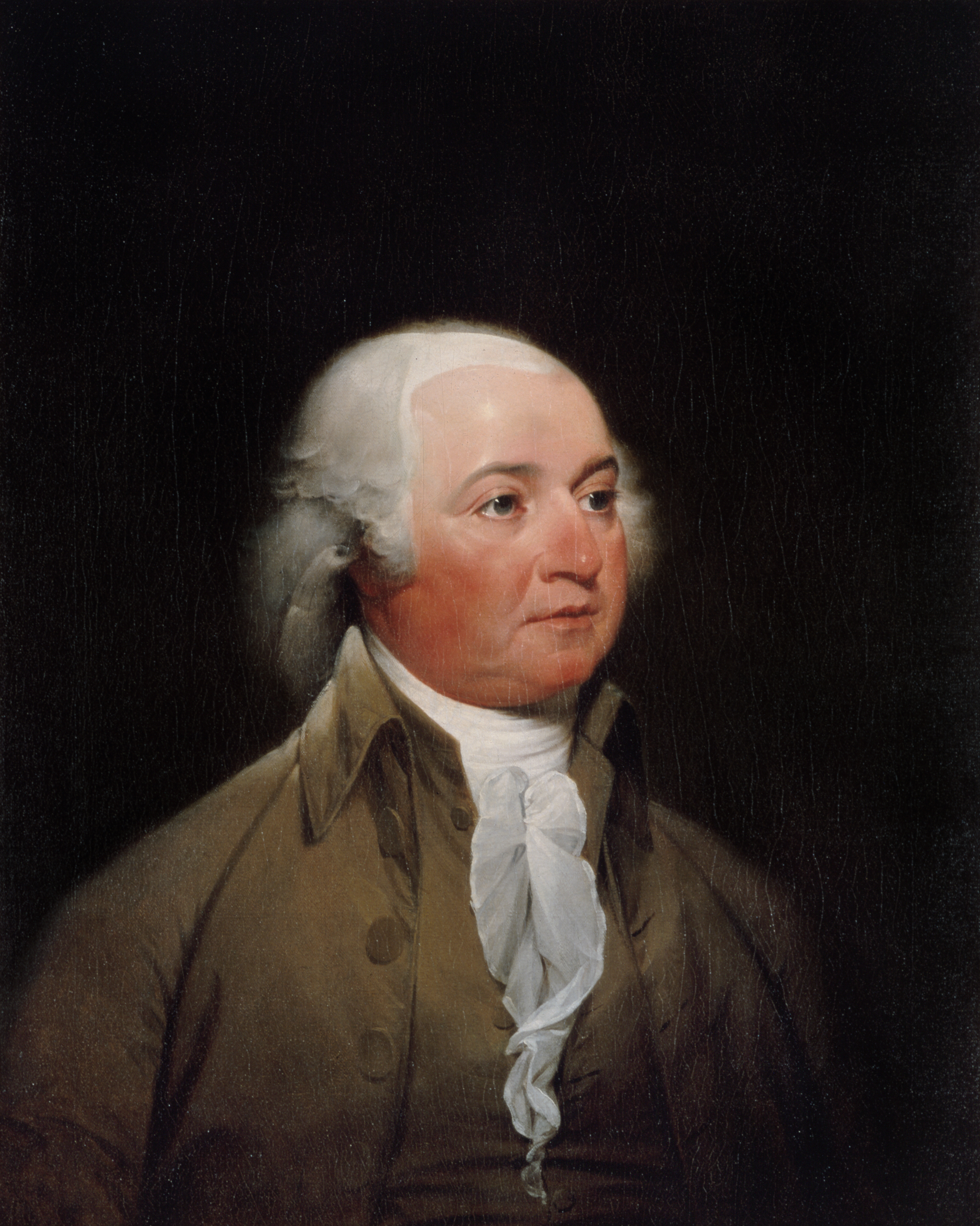
John Adams
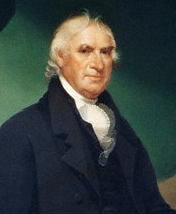
George Clinton

## Przebieg kampanii
Głównym tematem w kampanii wyborczej był kierunek, w jakim miało zmierzać od niedawna istniejące państwo, jakim były wówczas Stany Zjednoczone. Antyfederaliści opowiadali się za wzmocnieniem samorządności stanów i osłabieniem władzy rządu federalnego.  Kampania wyborcza była prowadzona w dużym stopniu za pomocą pamfletów, drukowanych przez gazety National Gazette, wspierającą Partię Demokratyczno-Republikańską, i Gazette of the United States, wspierającą Partię Federalistyczną. George Washington nie prowadził kampanii wyborczej osobiście. Robili to w jego imieniu polityczni reprezentanci, przyjaciele, rodzina i protegowani.

## Wyniki wyborów

Mapa wyborcza Stanów Zjednoczonych w 1792 roku. Liczba na mapie określa liczbę głosów stanu w Kolegium Elektorów

Po raz pierwszy w wyborach wzięło udział każde spośród 13 oryginalnych stanów. Swoich elektorów po raz pierwszy nominowały Nowy Jork, Karolina Północna i Rhode Island, a także dwa nowe stany: Vermont i Kentucky.

### Głosowania powszechne
Głosowanie powszechne odbyło się w dniach 2 – 13 listopada 1792 i wzięło w nim udział 28,5 tysiąca osób, czyli 0,88% ówczesnej populacji Stanów Zjednoczonych.
| Frakcja                       | Głosy  | %     |
| ----------------------------- | ------ | ----- |
| Elektorzy federalistyczni     | 26 088 | 91,28 |
| Elektorzy antyfederalistyczni | 2 491  | 8,72  |
| Razem                         | 28 579 | 100   |

### Kolegium Elektorów
Głosowanie w Kolegium Elektorów odbyło się 5 grudnia 1792.
Podobnie jak w poprzednich wyborach prezydenckich, George Washington wygrał, zdobywając głos każdego spośród 132 elektorów. Drugie miejsce zajął federalista John Adams, otrzymując 77 głosów. Jego główny rywal George Clinton otrzymał 50 głosów. Kolejne miejsca zajęli: Thomas Jefferson (4 głosy) i Aaron Burr (1 głos).
13 lutego 1793 Kongres oficjalnie przeliczył głosy elektorów. George Washington został ponownie jednogłośnie wybrany na drugą kadencję i został zaprzysiężony 4 marca 1793 w ówczesnej stolicy – Filadelfii.
| Stan \ Kandydat     | George Washington | John Adams | George Clinton | Thomas Jefferson | Aaron Burr | Razem |
| ------------------- | ----------------- | ---------- | -------------- | ---------------- | ---------- | ----- |
| Connecticut         | 9                 | 9          | –              | –                | –          | 9     |
| Delaware            | 3                 | 3          | –              | –                | –          | 3     |
| Georgia             | 4                 | –          | 4              | –                | –          | 4     |
| Karolina Południowa | 8                 | 7          | –              | –                | 1          | 8     |
| Karolina Północna   | 12                | –          | 12             | –                | –          | 12    |
| Kentucky            | 4                 | –          | –              | 4                | –          | 4     |
| Maryland            | 8                 | 8          | –              | –                | –          | 8     |
| Massachusetts       | 16                | 16         | –              | –                | –          | 16    |
| New Hampshire       | 6                 | 6          | –              | –                | –          | 6     |
| New Jersey          | 7                 | 7          | –              | –                | –          | 7     |
| Nowy Jork           | 12                | –          | 12             | –                | –          | 12    |
| Pensylwania         | 15                | 14         | 1              | –                | –          | 15    |
| Rhode Island        | 4                 | 4          | –              | –                | –          | 4     |
| Vermont             | 3                 | 3          | –              | –                | –          | 3     |
| Wirginia            | 21                | –          | 21             | –                | –          | 21    |
| Łącznie             | 132               | 77         | 50             | 4                | 1          | 132   |